# 荒尾成煕
荒尾 成熙（あらお なりひろ）は、江戸時代中期の鳥取藩家老。米子荒尾家7代。

## 経歴
享保20年（1735年）、鳥取藩家老荒尾成庸の次男として生まれる。
寛延元年（1748年）7月、本家を相続していた兄荒尾成昌の死去により、急養子となって家督を相続し、米子城代となる。幼いため、実父の成庸が後見と米子の仕置代行を命じられたが、成庸は翌寛延2年（1749年）3月に死去した。同年8月、初めて米子入りする。寛延3年（1750年）10月、荒尾斯就の娘と結婚する。宝暦9年（1759年）、藩主池田重寛の将軍徳川家重への初御目見の際、共に登城し、拝謁を賜る。
宝暦10年（1760年）11月、御職家老（執政家老）となり、若年の藩主重寛を補佐し、藩政を主導する。宝暦11年（1761年）10月、御根取となる。同年、宝暦の改革の推進者である郡代元締役安田成信を罷免させる。成信が推進してきた請免制を基礎とする農政は、商品作物の生産流通を重視する政策に変更された。
明和8年（1771年）4月、後桃園天皇即位式の祝賀使を務める。安永7年（1778年）8月、病により辞職する。天明3年（1783年）12月、藩主池田治道の家督相続御礼言上の際に、共に登城して将軍家治に拝謁する。
天明7年（1787年）7月14日死去、享年53。家督は嫡男の成尚が相続した。

## 荒尾成熙が登場する作品
小説
- 佐伯泰英『居眠り磐音 江戸双紙』11 無月ノ橋 おこん恋々